# 180 (число)
Вижте пояснителната страница за други значения на 180.
180 (сто и осемдесет) е естествено, цяло число, следващо 179 и предхождащо 181.
Сто и осемдесет с арабски цифри се записва „180“, а с римски цифри – „CLXXX“. Числото 180 е съставено от три цифри от позиционните бройни системи – 1 (едно), 8 (осем), 0 (нула).

## Общи сведения
- 180 е четно число.
- 180-ият ден от годината е 29 юни.
- 180 е година от Новата ера.